# 哈帕音樂廳
哈帕（冰島語發音：[ˈhar̥pa]）是冰島雷克雅維克的音樂廳和會議中心，開幕音樂會於2011年5月4日舉行。建築採用彩色玻璃幕牆，靈感來自冰島的玄武岩景觀。

## 外部連結
- 官方网站 （冰岛语）
- 维基共享资源上的相關多媒體資源：哈帕音樂廳